# Egzoksiężyc

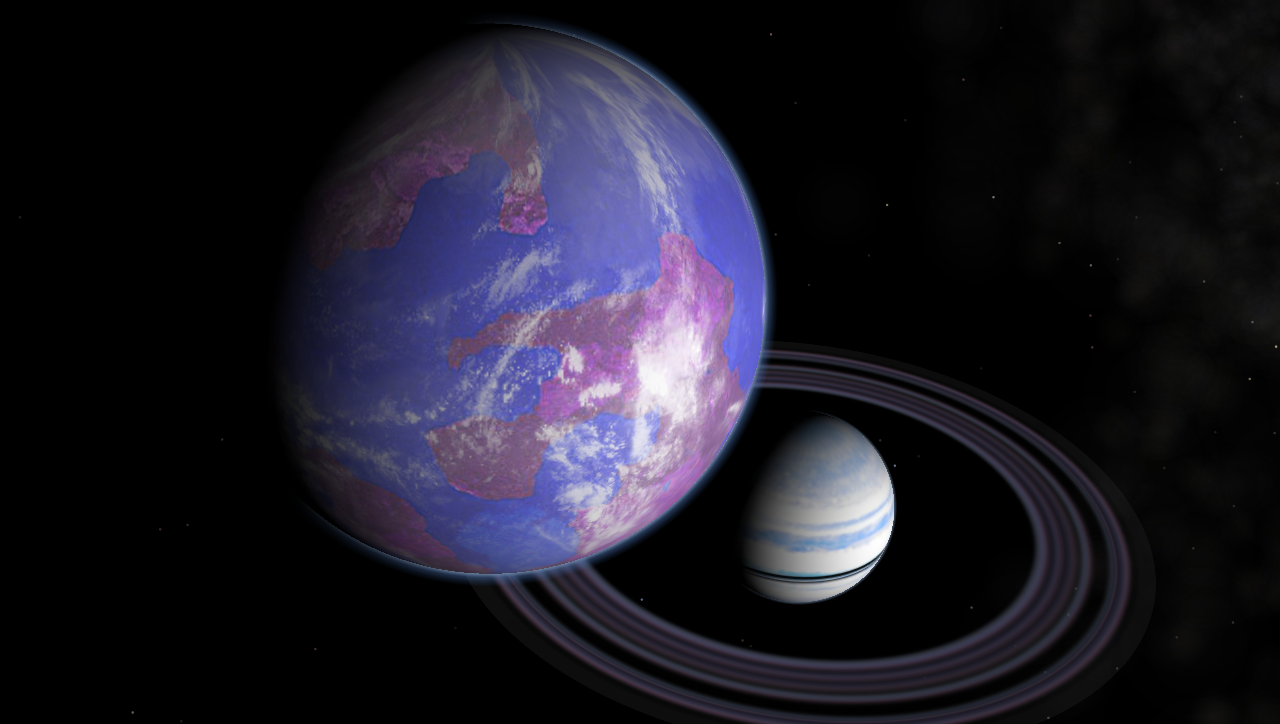
Artystyczna wizja egzoksiężyca podobnego do Ziemi na orbicie planety pozasłonecznej podobnej do Saturna (wygenerowano z programu Celestia)

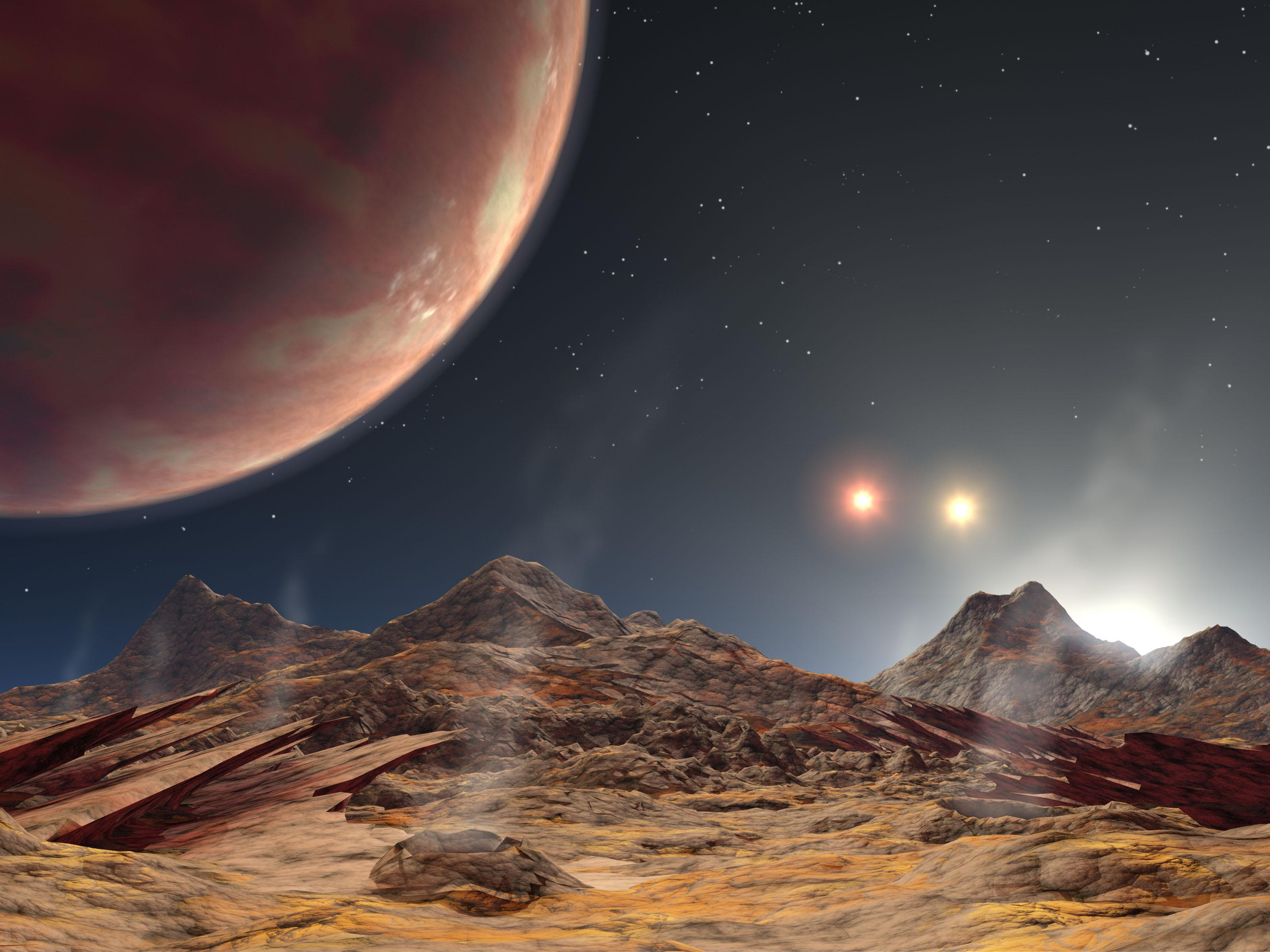
Artystyczny widok macierzystej planety orbitującej potrójny układ gwiazd z powierzchni egzoksiężyca

Egzoksiężyc – naturalny satelita orbitujący wokół planety pozasłonecznej lub innego podobnego obiektu nieznajdującego się w Układzie Słonecznym. Biorąc pod uwagę istnienie licznych księżyców w naszym układzie planetarnym, wnioskuje się, że najprawdopodobniej istnieją one także wokół wielu innych planet pozasłonecznych. Większość dotychczas odkrytych planet pozasłonecznych należy do typu gazowych olbrzymów, które w Układzie Słonecznym mają liczne naturalne satelity (zobacz listy naturalnych satelitów Jowisza i Saturna).
Wykrycie egzoksiężyców przy użyciu obecnych technologii jest niezmiernie trudne, ale jest uważane za możliwe. W 2012 roku rozpoczęto projekt badawczy The Hunt for Exomoons with Kepler mający na celu poszukiwanie księżyców pozasłonecznych z użyciem obserwacji Kosmicznego Teleskopu Keplera. Jest to pierwsze tego typu przedsięwzięcie naukowe.
Możliwe jest, że istnieją egzoksiężyce o innych właściwościach fizycznych niż księżyce Układu Słonecznego. Rozważa się na przykład istnienie dużych, podobnych do Ziemi księżyców gazowych olbrzymów znajdujących się w ekosferze, na powierzchni których może istnieć życie (ang. habitable moon).
Do wykrywania egzoksiężyców może być użytych kilka sposobów podobnych do tych, jakie są stosowane przy wykrywaniu planet pozasłonecznych, na przykład:
- mikrosoczewkowanie grawitacyjne[6]
- tranzyt[7][8]
- obserwacja pulsarów[9]

## Potencjalne egzoksiężyce
- MOA-2011-BLG-262 (obiekt egzoplaneta-egzoksiężyc)[10]
- naturalny satelita egzoplanety Kepler-1625b[11][12]
- naturalny satelita egzoplanety WASP-49b[13][14]